# Šah Džalal
Hazrat Šah Džalal (arabsko شيخ المشايخ, bengalsko শাহ জালাল, polno ime: Šāh Džalāl ad-Dīn al-Mudžarad al-Turk al Nakšbandi) je bil znana oseba iz sufističnega islama v Bengaliji. Džalalovo ime je povezano z islamskim gibanjem v severovzhodni Bengaliji. Povezan je tudi s širitvijo islama na območje sedanjega Bangladeša skozi Sufizem. Džalal je bil rojen v Turkestanu. V Silhet je prišel leta 1303. To je zabeleženo v tabličnih zapisih najdenih v Amber Kani, v Silhetu. Daka je preimenovala “Zia International Airport” v “Hazrat Šahdžalal International Airport”. V Daki in Silhetu so po njem imenovali Univerzi z imenom Hazrat Šahdžalal Univerza za znanost in tehnologijo.

## Mladost in šolanje
Po izročilu in virih je bil Džalal rojen 25. maja 1271. Mesto njegovega rojstva po različnih virih in zgodovinskih dokumentih ni jasno. Mnogi učenjaki so trdili, da je bil rojen v Konji v današnji Turčiji (v takratnem Sultanat Rumu) od koder se je kasneje preselil v takratni Veliki Jemen bodisi kot otrok ali kot mladenič. Mnogi drugi verjamejo, da je bil rojen v vasi imenovani Kanina v  Hadramautu, v Jemnu.
Njegova biografija je bila najprej zapisana v Šarḥ Nužat al-Arwāḥ (Komentar na potovanje duš) avtorja Šejka 'Ali Šer Bangalija leta 1571. Avtor je bil potomec enega od visokih spremljevalcev Šah Džalala, Hajdar Ghazija. Torej napisana v časovnem razmiku dveh stoletij med življenjem svetnika in njegovim biografom. Po tej biografiji pa je bil Šah Džalal rojen v Turkestanu, kjer je postal duhovni učenec  Ahmad Jasavija.
Njegova mati, Sjeda Hasina Fatima, in njegov oče, Mahmud ibn Muhamad ibn Ibrahim, sta izhajala iz plemena Kurajš iz Meke. Njegova mati je bila hči Džalaludina Surk-Poš Bukharija. Džalalov oče je bil klerik in v tistem času Sufi mistik Rumi in je umrel, ko je bilo sinu pet let. Džalala je vzgojil njegov ded po materini strani, Sjed Ahmad Kabir Suravardi v Meki. Odličen je bil v študiju; postal je hafiz in obvladal fiqh. Postal je tudi  makhdum, učitelj Suna za opravljanje molitev v samotnem okolju in vodil osamljeno življenje kot asket, zato so mu k imenu pridali  "al Mudžaradl". Trdili so, da je po 30 letih študija, prakse in meditacije dosegel duhovno popolnost (Kamalijat).